# الأثايب (مورد ماء)
الأثايب هو مورد ماء في سراة بلاد بلقرن على بعد ستة أكيال شرقي قرى الحرجة التابعة لمحافظة بلقرن.